# Rodmersham
Rodmersham – wieś i civil parish w Anglii, w Kent, w dystrykcie Swale. W 2011 civil parish liczyła 555 mieszkańców.